# Bourg-en-Lavaux
Bourg-en-Lavaux är en kommun vid Genèvesjön i distriktet Lavaux-Oron i kantonen Vaud, Schweiz. Kommunen har 5 414 invånare (2023).
Kommunen består av orterna Cully, Epesses, Grandvaux, Riex och Villette. Dessa var tidigare självständiga kommuner, men 1 juli 2011 slogs de samman till den nya kommunen Bourg-en-Lavaux. I kommunen ligger även orten Aran.